# 越野英雄
《越野英雄》（又译作，在北美地區亦稱為《極速快感：V拉力》），是一款於1997年推出的拉力賽車遊戲。由Eden Games製作，英寶格發行。遊戲最初發佈PlayStation平台版本，及後重新發行「白金」版本，並在該版本中加入DualShock控制器的支援。

## 遊戲設定
與在當時期發行的其他拉力賽車遊戲不同（例如Colin McRae Rally），越野英雄賽車容許兩名玩家直接與對方對戰；而不是像其他的在同一螢幕兩個分割畫面分開比賽，以完成時間來分出勝負。

### 賽道
在遊戲的各模式中，玩家可以選擇在以下十個不同的地方作賽，包括：
- 印尼：熱帶叢林地區，共有七個關卡
- 英國：森林地區，共有六個關卡
- 肯雅：沙漠地區，共有六個關卡
- 法國科西嘉島：野外山區，共有六個關卡
- 西班牙：海灘地區，共有六個關卡
- 紐西蘭：野外地區，共有七個關卡
- 摩納哥阿爾卑斯山脈：高山地區，共有七個關卡
- 瑞典：下雪天氣，共有五個關卡

### 車輛
遊戲收錄了十一輛世界拉力錦標賽官方車輛；當中四輛來自WRC，其餘七輛收錄自二級方程式賽車：
- 三菱 Lancer Evolution IV－A8
- 富士 Impreza WRC－A8
- 豐田 Corolla WRC－A8
- 日產 Almera－A7
- 斯柯達 Felicia－A6
- 福特 Escort WRC－A8
- 雪鐵龍 Saxo－A6
- 雷諾 Mégane－A7
- 標緻 106－A6
- 標緻 306－A7
- 西雅 Ibiza－A7

收錄在越野英雄 '99 版本中的有：
- 富士 Impreza
- 豐田 Corolla
- 福特 Escort
- 三菱 Lancer
- 標緻 306 Maxi
- 雪鐵龍 Xsara
- 雷諾 Mégane
- 西雅 Ibiza
- 現代 Coupe
- 斯柯達 Octavia
- 日產 Almera

除此以外還有特別收錄車輛：
- 福特 Escort 越野英雄賽車特別版
- 蘭吉雅 Stratos
- 豐田 Celica
- 蘭吉雅 Delta

## 遊戲版本

### Symbian UIQ 版本
此遊戲有一Symbian UIQ手提電話系統的版本，其中包括的手機有索尼愛立信的P910、P900及P800。此版本的遊戲中共收錄了十一款車輛及十三條1997年世界拉力錦標賽中的賽道。

### 越野英雄 '99 版本
《越野英雄 '99 版本》（V-Rally Edition '99）是《越野英雄》移植至任天堂64及PC的版本。版本在1999年推出，當中微微提升了遊戲畫質及遊戲目錄。此外，此版本亦另外收錄了1998年世界拉力錦標賽的所有賽道及參賽車輛。
《越野英雄 '99 版本》亦有在Game Boy Color上發行，但版本中只收錄到分別在10個不同地方的20個關卡。

## 外部連結
- 《越野英雄賽車》 （页面存档备份，存于）在IGN上的網頁
- 《越野英雄賽車》 （页面存档备份，存于）在GameSpot上的網頁